# Utah Motorsports Campus
L'Utah Motorsports Campus est un circuit permanent de sports mécaniques situé à Tooele, à une cinquantaine de kilomètres à l'ouest de Salt Lake City, Utah, aux  États-Unis. Il a été connu sous le nom de « Miller Motorsports Park » de 2006 à octobre 2015.

## Histoire
Ouvert en 2006, il s'agit un complexe moderne disposant de quatre configurations de piste possibles ; de la plus petite, un peu plus de 3 km, à la plus longue, 7,22 km. Le complexe comprend également une piste de karting.
Il accueille, entre autres, une épreuve du championnat du monde de Superbike et une épreuve automobile de la catégorie American Le Mans Series (ALMS).